# Zorana Arunović
Zorana Arunović (en serbio: Зорана Аруновић; Belgrado, Yugoslavia, 22 de noviembre de 1986) es una deportista serbia que compite en tiro, en la modalidad de pistola.
Participó en cuatro Juegos Olímpicos de Verano, obteniendo una medalla de oro en París 2024, en la prueba de pistola 10 m mixto (junto con Damir Mikec), el cuarto lugar en Londres 2012 (pistola 25 m) y el cuarto lugar en Tokio 2020 (pistola 10 m mixto).
Ganó cuatro medallas en el Campeonato Mundial de Tiro entre los años 2010 y 2022, y dieciséis medallas en el Campeonato Europeo de Tiro entre los años 2013 y 2025. En los Juegos Europeos consiguió tres medallas, una de oro en Bakú 2015 (pistola 10 m) y dos en Minsk 2019, oro en pistola 10 m y plata en pistola 10 m mixto.

## Palmarés internacional
| Juegos Olímpicos   | Juegos Olímpicos         | Juegos Olímpicos  | Juegos Olímpicos   |
| Año                | Lugar                    | Medalla           | Prueba             |
| ------------------ | ------------------------ | ----------------- | ------------------ |
| 2024               | París (Francia)          | Medalla de oro    | Pistola 10 m mixto |
| Campeonato Mundial |                          |                   |                    |
| Año                | Lugar                    | Medalla           | Prueba             |
| 2010               | Múnich (Alemania)        | Medalla de oro    | Pistola 10 m       |
| 2010               | Múnich (Alemania)        | Medalla de plata  | Pistola 25 m       |
| 2018               | Changwon (Corea del Sur) | Medalla de plata  | Pistola 10 m       |
| 2022               | El Cairo (Egipto)        | Medalla de bronce | Pistola 10 m       |
| Juegos Europeos    |                          |                   |                    |
| Año                | Lugar                    | Medalla           | Prueba             |
| 2015               | Bakú (Azerbaiyán)        | Medalla de oro    | Pistola 10 m       |
| 2019               | Minsk (Bielorrusia)      | Medalla de oro    | Pistola 10 m       |
| 2019               | Minsk (Bielorrusia)      | Medalla de plata  | Pistola 10 m mixto |
| Campeonato Europeo |                          |                   |                    |
| Año                | Lugar                    | Medalla           | Prueba             |
| 2013               | Odense (Dinamarca)       | Medalla de plata  | Pistola 10 m mixto |
| 2016               | Győr (Hungría)           | Medalla de bronce | Pistola 10 m mixto |
| 2016               | Győr (Hungría)           | Medalla de bronce | Pistola 10 m       |
| 2017               | Maribor (Eslovenia)      | Medalla de oro    | Pistola 10 m       |
| 2017               | Maribor (Eslovenia)      | Medalla de oro    | Pistola 10 m mixto |
| 2018               | Győr (Hungría)           | Medalla de plata  | Pistola 10 m       |
| 2018               | Győr (Hungría)           | Medalla de plata  | Pistola 10 m mixto |
| 2019               | Lonato (Italia)          | Medalla de bronce | Pistola 10 m mixto |
| 2020               | Breslavia (Polonia)      | Medalla de plata  | Pistola 10 m mixto |
| 2021               | Osijek (Croacia)         | Medalla de plata  | Pistola 10 m mixto |
| 2022               | Hamar (Noruega)          | Medalla de plata  | Pistola 10 m       |
| 2022               | Hamar (Noruega)          | Medalla de bronce | Pistola 10 m mixto |
| 2023               | Tallin (Estonia)         | Medalla de oro    | Pistola 10 m mixto |
| 2024               | Győr (Hungría)           | Medalla de bronce | Pistola 10 m       |
| 2025               | Osijek (Croacia)         | Medalla de plata  | Pistola 10 m       |
| 2025               | Osijek (Croacia)         | Medalla de bronce | Pistola 10 m mixto |